# Joachim Nettelbeck

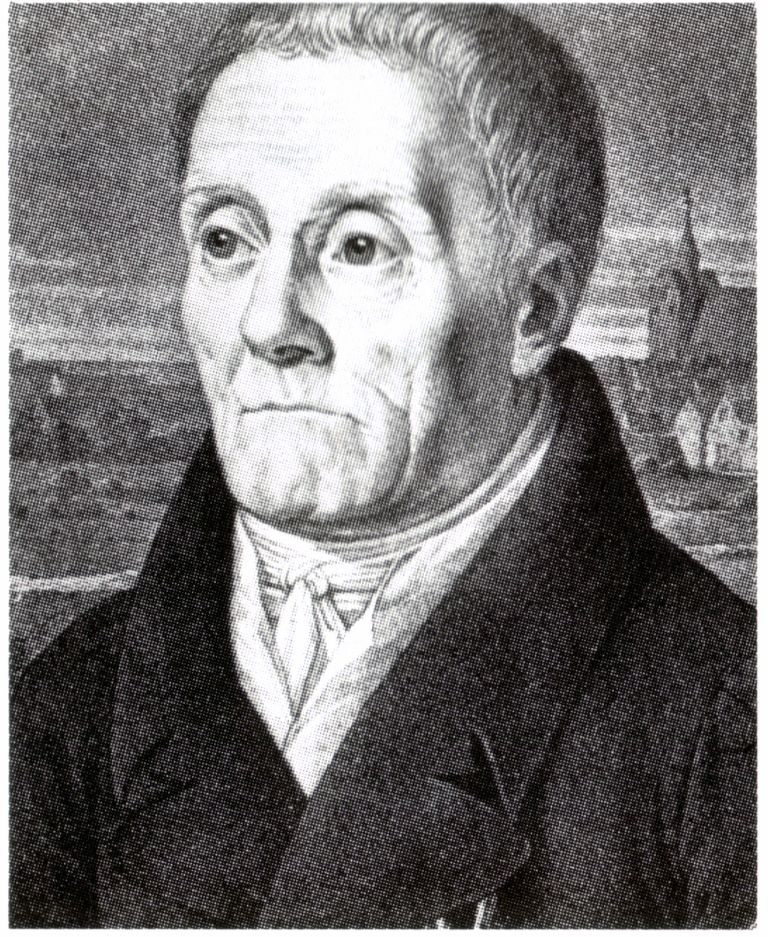
Joachim Nettelbeck

Joachim Christian Nettelbeck (ur. 20 września 1738 w Kołobrzegu, zm. 29 stycznia 1824 tamże) – burmistrz Kołobrzegu, przywódca mieszczan kołobrzeskich podczas bitwy o Kołobrzeg w 1807 roku.